# Municipio de Washington (condado de Nemaha)
El municipio de Washington (en inglés: Washington Township) es un municipio ubicado en el condado de Nemaha en el estado estadounidense de Kansas. En el año 2010 tenía una población de 380 habitantes y una densidad poblacional de 4,08 personas por km².

## Geografía
El municipio de Washington se encuentra ubicado en las coordenadas 39°57′00″N 95°56′57″O / 39.95000, -95.94917. Según la Oficina del Censo de los Estados Unidos, el municipio tiene una superficie total de 93.02 km², de la cual 93,02 km² corresponden a tierra firme y (0,01 %) 0,01 km² es agua.

## Demografía
Según el censo de 2010, había 380 personas residiendo en el municipio de Washington. La densidad de población era de 4,08 hab./km². De los 380 habitantes, el municipio de Washington estaba compuesto por el 96,05 % blancos, el 0,26 % eran afroamericanos, el 1,32 % eran amerindios, el 1,32 % eran de otras razas y el 1,05 % eran de una mezcla de razas. Del total de la población el 2,63 % eran hispanos o latinos de cualquier raza.